# Cadafal
|  | Per a altres significats, vegeu «cadafal (arquitectura)». |

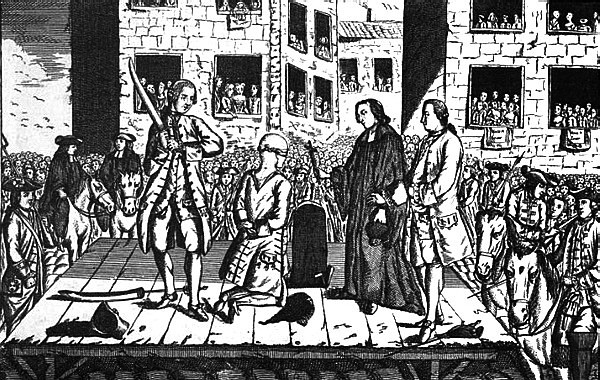
Execució de Lally-Tollendal al cadafal (1766)

Un cadafal, catafalc, o cadafalc (del llatí cadafalcum, amb derivats en moltes altres llengües romàniques: fr. échafaud, ang. scaffold...) era una estructura generalment de fusta que s'aixecava per un acte solemne enmig d'una església amb finalitats religioses o a la plaça principal d'una població (per exemple per rebre al rei).

## Execucions públiques

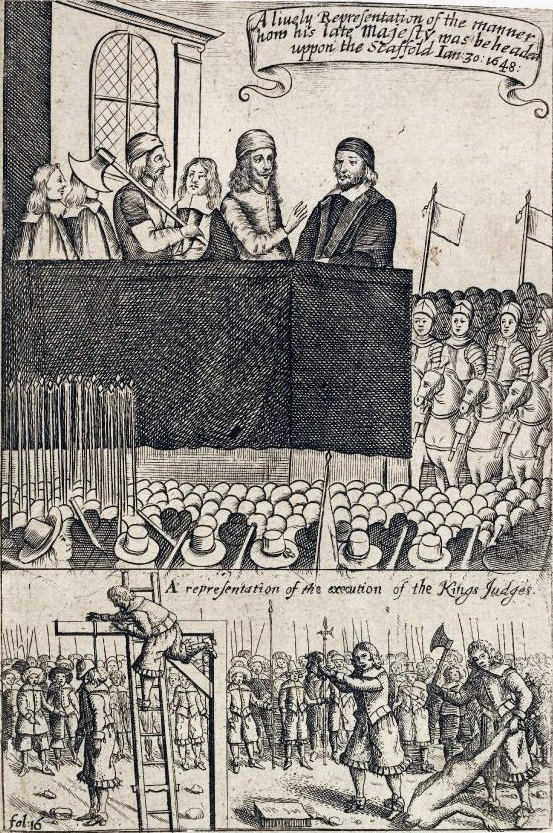
A liuely Representation of the manner how his late Majesty was beheaded uppon the Scaffold Ian 30: 1648 i A representation of the execution of the King's Judges. En el panell superior, Carles I està esperant la seva execució dalt del cadafal -30 de gener de 1648-. En el panell inferior, un dels seus jutges és penjat i l'altre esquarterat, mentre que el cap del darrer es mostra a la multitud.

Una aplicació molt popular del cadafal, era una plataforma provisional construïda, generalment de fusta, a la plaça principal d'una ciutat, per executar públicament una pena de mort com a escarment.

## Usos religiosos
Per a efectes religiosos a l'edat mitjana es descriu com un tauler de grans dimensions, elevat del sòl més o menys la talla d'un home mitjà, connectat amb un passadís també alçat on s'asseien les autoritats.

## Exèquies
Per aquest ús el cadafal té una forma de plataforma elevada sobre una estructura de fusta o tarima allargada, curosament adornada, que se situa als temples o llocs on se celebren les exèquies o sepultures de cos present, per col·locar les restes mortals d'una persona ja sigui directament al damunt, o bé, dins d'un taüt (sarcòfag, o similar), el qual es deixa obert perquè les despulles siguin visibles als concurrents a la cerimònia. Aquest arranjament es fa durant les cerimònies prèvies a la sepultura per rendir honors fúnebres al finat. El cadafal acostuma a decorar-se en negre o en els colors propis del càrrec del difunt, com en el cas de reis i papes, quan es decora en vermell.